# 초코러브 from AKB48
초코러브 from AKB48(Chocolove from AKB48)는 일본의 아이돌 그룹 AKB48 멤버 3명이 결성한 여성 아이돌 그룹이다.

## 구성원
- 나카니시 리나 (현 야마구치 리코)
- 아키모토 사야카 (AKB48 팀K)
- 미야자와 사에 (SNH48)

## 음반 목록

### 싱글
1. 내일은 내일의 네가 태어난다 (明日は明日の君が生まれる) (2007년 6월 27일)
2. 메일의 눈물 (メールの涙) (2007년 8월 29일)

### 앨범
1. Dessert (2007년 11월 11일)

### DVD
1. Brownie (2007년 12월 26일)